# Ковалёв, Вячеслав Аристархович
Вячеслав Аристархович Ковалёв (род. 8 сентября 1969, Новосибирск) — российский театральный деятель, актёр театра и кино. Лауреат национальной театральной премии «Золотая маска 2018», заслуженный артист Российской Федерации (2023).

## Биография
Вячеслав Ковалёв родился в 1969 году в Новосибирске. Отец — Аристарх Михайлович, инженер, доктор технических наук; мать — музыкальный редактор телевидения.
После завершения обучения в школе поступил в Новосибирское театральное училище, которое окончил в 1993 году. Обучение проходил на курсе заслуженной артистки РСФСР Любови Борисовой и народного артиста В. И. Котлярова.
С 1993 по 2003 годы служил актёром в Новосибирском театре «Глобус».
В 2005 году с отличием завершил обучение в Российском институте театрального искусства ГИТИС. Обучался на курсе заслуженного деятеля искусств Российской Федерации Михаила Скандарова.
С 2004 года служит актером Театра имени Владимира Маяковского.
С 2003 года снимается в кино.
В 2018 году стал Лауреатом Российской национальной театральной премии «Золотая маска» в номинации «Лучшая мужская роль», за роль Бена в спектакле «Изгнание / Мой друг Фредди Меркьюри».

## Репертуар и театральные роли
Московский академический театр имени Владимира Маяковского:
- «Багдадский вор и черная магия» Ю. Энтин, Д. Тухманов — Черный маг;
- «Виндзорские насмешницы» У. Шекспир — Джон Фальстаф;
- «Другая сказка» — Король;
- «Лес» А. Островский — Несчастливцев;
- «Таланты и поклонники» А. Островский — Ераст Громилов;
- «Обломов» И. Гончаров — Илья Ильич Обломов;
- «Изгнание / Мой друг Фредди Меркьюри» М. Ивашкявичюс — Бен, он же Марек, он же Роберт Волкер;
- «Бердичев» Ф. Горенштейн — Пынчик;
- «Август: Графство Осейдж» Тр. Лейтс — Шериф Дион Гилбо;
- «Любовь людей» Д. Богославский — Коля;
- «На чемоданах» Х. Левин — Мотке Цхори.

## Работы в кино
- 2003 — «Инструктор» (Гоша);
- 2007 — «Завещание Ленина» (первый охранник);
- 2007 — «Закон и порядок: Отдел оперативных расследований-2» (Алексей Кумейко, майор милиции);
- 2007 — «Короли игры» (кондитер);
- 2008 — «Глухарь» (Феодосий);
- 2008 — «Две сестры» (вратарь);
- 2009 — «Две сестры-2» (Никифор);
- 2009 — «Иван Грозный» (Малюта Скуратов);
- 2010 — «Элизиум» (мужик);
- 2011 — «Сибирь. Монамур» (малой);
- 2012 — «Проснёмся вместе?» (Иван Стрельцов, лейтенант ДПС);
- 2013 — «Второе дыхание» (Сергей Петрович, пульмонолог);
- 2013 — «Земский доктор. Возвращение» (Григорий, муж Клавдии);
- 2013 — «Куприн» (попутчик Пчеловодова);
- 2014 — «Выстрел» (Лев Пьянов);
- 2014 — «Когда его совсем не ждешь» (Пётр, сожитель Галины);
- 2014 — «Кодекс чести-7» (Игорь Беглов);
- 2015 — «Молодая гвардия» (Иван Борода);
- 2016 — «Беглые родственники» (певец);
- 2017 — «Икра» (эпизод);
- 2017 — «Лесник. Своя земля» (Илья Борисович Барыкин, хозяин лесопилки);
- 2018 — «Хор» (Борис Калина);
- 2019 — «Входя в дом, оглянись» (Муромов);
- 2019 — «Скорая помощь-2» (Мороз);
- 2020 — «Крем», короткометражный;
- 2021 — «В клетке-2» (Кот, тренер);
- 2021 — «Место под солнцем», короткометражный;
- 2021 — «Москва резиновая»;
- 2024 — «Тверская. Любой ценой» (актёр);

## Награды
- Заслуженный артист Российской Федерации (23.11.2023)[6].
- 2018 — лауреат национальной театральной премии «Золотая маска 2018».